# André-Damien-Ferdinand Jullien
André-Damien-Ferdinand Jullien (Pélussin, 25 ottobre 1882 – Roma, 11 gennaio 1964) è stato un cardinale e arcivescovo cattolico francese.

## Biografia
Nacque a Pélussin il 25 ottobre 1882.
Papa Giovanni XXIII lo elevò al rango di cardinale nel concistoro del 15 dicembre 1958.
Morì l'11 gennaio 1964 all'età di 81 anni.

## Genealogia episcopale
La genealogia episcopale è:
- Cardinale Scipione Rebiba
- Cardinale Giulio Antonio Santori
- Cardinale Girolamo Bernerio, O.P.
- Arcivescovo Galeazzo Sanvitale
- Cardinale Ludovico Ludovisi
- Cardinale Luigi Caetani
- Cardinale Ulderico Carpegna
- Cardinale Paluzzo Paluzzi Altieri degli Albertoni
- Papa Benedetto XIII
- Papa Benedetto XIV
- Papa Clemente XIII
- Cardinale Bernardino Giraud
- Cardinale Alessandro Mattei
- Cardinale Pietro Francesco Galleffi
- Cardinale Filippo de Angelis
- Cardinale Amilcare Malagola
- Cardinale Giovanni Tacci Porcelli
- Papa Giovanni XXIII
- Cardinale André-Damien-Ferdinand Jullien, P.S.S.